# Посланники вечности
«Посла́нники ве́чности» — советская широкоэкранная историко-революционная кинодрама Теодора Вульфовича о событиях вокруг коллекции Императорского Эрмитажа, когда одновременно с разрушением старого строя возглавляемый Лениным народ брал под охрану бесценные сокровища мирового искусства. Фильм вышел на экраны весной 1971 года.

## Сюжет
Октябрь 1917 года. Петроград. Готовится штурм Зимнего дворца, где заседает Временное правительство. Обсуждается вопрос о бегстве Керенского. Встревоженных господ и дам охватывает смятение, обстановка всё накаляется. Коллекция Эрмитажа, её сохранность — дело жизни директора музея Оленского, искусствоведа и учёного. Ему приходится противостоять прапорщику, устроившему стоянку своего взвода в одном из залов, а ночью вступать в схватку с вооружёнными ворами. Оленский предпринимает всё возможное, чтобы уберечь золотой фонд от посягательств одного из руководителей обороны Зимнего. С целью предотвращения военных действий в помещениях дворца и вблизи князь Оленский отправляется к большевикам, осознавая, что рискует жизнью. Его обращение — «Уважаемый господин матрос» — наивное и искреннее одновременно, от него веет подлинной убеждённостью, потому этим словам верят. И лидер большевиков Ленин даёт обещание, что боёв при штурме Эрмитажа не будет.
 Бегство Керенского в женском платье. Арест Оленского после взятия Зимнего дворца и скорое освобождение по указанию Ленина — его миссия за сохранение культурных ценностей должна быть продолжена.

## История создания
На основе литературного сценария Г. Мдивани с августа по конец сентября 1969 года группа во главе с Т. Вульфовичем, художником Ю. Ракшей и директором картины Ю. Гальковским трудилась над режиссёрской разработкой. Одновременно были осуществлены две поездки в Ленинград, в Государственный Эрмитаж для сбора необходимого для постановки фильма материала. В результате была осуществлена привязка будущих декорационных интерьеров к  существующим в реальности. По итогу проведённой работы сценарно-редакционная коллегия Госкино выпустила заключение. Из заключения на режиссёрский сценарий фильма:
В связи с тем, что в кинематографе уже неоднократно отражён штурм Зимнего дворца, коллегия рекомендует решить эти сцены локально и отражённо, без широкого размаха массовых сцен.Заместитель главного редактора сценарно-редакционной коллегии В. Сытин
Главный редактор-консультант М. Марчукова
Следуя рекомендациям, творческая группа действовала сообразно сложившемуся в историко-революционной теме экранному мифу об Октябре 1917 года, что всё происходило именно так, как показано у Сергея Эйзенштейна («Октябрь», 1927) и Михаила Ромма («Ленин в Октябре», 1937). И, как и Ромм, Вульфович обошёлся без натурных съёмок у Зимнего дворца, заменив их комбинированными. Создатели также поддержали легенду о бегстве Керенского в женском платье, запущенную художником Григорием Шегалем и позже подхваченную Кукрыниксами.
В подготовительный период в группу вошёл заменивший Ю. Ракшу художник Г. Мясников, а также звукооператор И. Зеленцова. Изначально рассчитанный на три месяца, подготовительный период был продлён на месяц, и продолжался с середины октября 1969 года по середину февраля 1970 года. Причиной задержки был «большой объём работ по заготовке сценично-постановочных средств, разработки декораций в АКБ и их выполнению, подбор актёров и изготовлению сложных портретных гримов на роли членов Правительства». За три с половиной месяца изготовили 43 копии с полотен Государственного Эрмитажа, 12 копий скульптур, также приобретено и изготовлено 500 единиц предметов мебели и другого обстановочного реквизита.
Из-за отказа сняться в роли Ленина Ю. Каюрова и М. Ульянова был утверждён актёр Театра-студии киноактёра И. Косых.
Натурные съёмки проходили в Ленинграде в апреле 1970 года, главным образом в ночное время. Съёмочная группа столкнулась с дополнительными сложностями из-за праздничного оформления города по случаю 100-летия со дня рождения В. И. Ленина. Декорирование объектов проходило вечером непосредственно перед самой съёмкой, после чего сразу производили разборку. Съёмочный период должен был завершиться в конце мая 1970 года, но был пролонгирован ещё на месяц.
В начале сентября 1970 года художественное руководство Творческого объединения писателей и киноработников «Мосфильма» (ТО-VI) высказало ряд замечаний о длиннотах в проходах и маршах штурмующих, сцене умирающего Никитина у колонны, а также стрельбе со стороны красных во дворце: «это выглядит как нарушение директивы Ленина „по живописи не стрелять“». Кроме того, было предложено:

Внести монтажные уточнения и необходимые перебивки в такие эпизоды, как переход Оленского с Дворцовой площади в Смольный, из Петропавловки в кабинет Ленина и проч.
— Ред. фильма А. Пудаков, из заключения художественного совета VI Творческого объединения
В последовавшей за этим реакции на готовую картину Главного управления художественной кинематографии Кинокомитета СССР была отмечена удача творческой группы, создавшей «интересное произведение, раскрывающее важную и ответственную тему — „революция и культура“», вместе с тем директору студии В. Н. Сурину было указано на просчёт:

…в сцене Ленина и Оленского не найдено приемлемого изобразительного решения портрета Ленина (неудачен грим), а также в этой и предыдущих сценах (в штабе революции) актёру И. Косых недостаёт интонационных и пластических красок. Главное управление считает, что эти сцены должны быть пересняты, в целях уточнения смысловой изобразительной достоверности образа великого вождя революции.
— Начальник Главного управления Б. Павленок
Из-за предложенных Кинокомитетом доработок срок сдачи фильма сдвинулся на конец сентября. Пересъёмку необходимого метража в декорации «Комната военно-революционного центра» осуществили за 5 смен.

## В ролях
- Иван Лапиков — Дмитрий Оленский
- Иван Косых — В. И. Ленин (озвучен А. Консовским)[12]
- Анатолий Спивак — А. С. Бубнов
- Александр Гай — Ф. Э. Дзержинский
- Владимир Татосов — Я. М. Свердлов
- Андрей Кобаладзе — И. В. Сталин
- Родион Александров — А. В. Луначарский
- Ростислав Стрелков — В. Д. Бонч-Бруевич
- Николай Крюков — Н. И. Подвойский
- Александр Белоусов — В. А. Антонов-Овсеенко
- Геннадий Морозов — Г. И. Чудновский
- Николай Трофимов — Сергей Никитин
- Геннадий Юхтин — Долматов, матрос
- Галина Андреева — княгиня Ольга Ивановна Оленская
- Всеволод Сафонов — министр внутренних дел
- Владимир Корецкий — А. Ф. Керенский
- Лев Поляков — капитан
- Леонид Иудов — Иван Иванович
- Владимир Емельянов — Кишкин, министр
- Сергей Кулагин — Терещенко, министр
- Владимир Белокуров — 1 министр
- Леонид Елинсон — начальник дворцового управления
- Николай Ерофеев — Верховский, министр
- Николай Неронов — 9-й министр

В эпизодах:
- Майя Булгакова — Попова, унтер-офицер женского батальона
- Полина Лобачевская
- Валентин Абрамов
- Александр Дегтярь
- Юрий Назаров
- Леонид Белозорович — 2 матрос
- Владимир Козейкин
- Герман Полосков — 3 красногвардеец
- Валентин Брылеев — 4 министр
- Владимир Липпарт — 2 служитель
- Пётр Савин — солдат
- Александр Вигдоров
- Александр Лукьянов
- Константин Сарынин
- Валериан Виноградов — 3 матрос
- Владимир Маренков — матрос
- Николай Сморчков — 1 красногвардеец
- Виктор Волков — матрос
- Вильям Рейшвий (Рощин)
- Георгий Шевцов
- Виталий Киселёв
- Юрий Мартынов — матрос
- Владимир Мышкин — моряк
- Манефа Соболевская — ударница женского батальона
- Дальвин Щербаков — Орлов
- Игорь Безяев — министр (нет в титрах)
- Нина Головина — ударница женского батальона (нет в титрах)
- Вячеслав Гостинский — бильярдист (нет в титрах)
- Зоя Исаева — ударница женского батальона (нет в титрах)
- Андрей Карташов — (нет в титрах)
- Владимир Козелков — юнкер (нет в титрах)
- Владимир Цоппи — аристократ в коляске (нет в титрах)[комм. 2]

## Съёмочная группа
- Автор сценария: Георгий Мдивани
- Режиссёр-постановщик: Теодор Вульфович
- Оператор-постановщик: Фёдор Добронравов
- Художник-постановщик: Геннадий Мясников
- Композитор: Дмитрий Шостакович
- Звукооператор: Инна Зеленцова
- Режиссёр: Леонид Черток
- Оператор: В. Сазонов
- Художник по костюмам: Людмила Мочалина
- Художник по гриму: И. Чеченин
- Монтаж: Лидия Милиоти
- Комбинированные съёмки:

- оператор — Александр Ренков
- художник — Зоя Морякова

- Редактор — А. Пудаков
- Директор картины — Юрий Гальковский[комм. 3]

## Критика
Мы уже не однажды видели в кино штурм Зимнего. Здесь знакомая нам тема поворачивается в новом аспекте. Показывая нам хронику событий исторической ночи, авторы напоминают об одной немаловажной подробности — о том, как была сохранена бесценная коллекция Эрмитажа: картины, драгоценности, скифское золото.
Казалось бы, ничего нет спокойнее этих залов, этих бесконечных коридоров, этих будто навсегда установленных стендов. Тишина. Царство вечности. Так всегда было. Так всегда будет. И вдруг эта ночь. Одна только ночь.
— Владимир Недоброво, «Спутник кинозрителя» № 3 1971

## Комментарии
1. ↑  С сентября 1969 года к разработке режиссёрского сценария привлекли оператора Ф. Добронравова и режиссёра Л. Чертока[3].
2. ↑  Участники съёмок приведены по начальным титрам из производственного отчёта по фильму, хранящегося в РГАЛИ[21], а участники эпизодов также по российским интернет-порталам о кино.
3. ↑  Съёмочная группа приведена по начальным титрам из производственного отчёта по фильму, хранящегося в РГАЛИ[21].